# Смрт у Сарајеву (филм)
Смрт у Сарајеву (фр. Mort à Sarajevo) је филмска драма у режији босанско-херцеговачког редитеља Даниса Тановића. Филм је изабран као такмичар за награду Златни медвед на 66. Берлинском међународном филмском фестивалу. Освојио је награду Сребрни медвед, специјална награда жирија. Филм су продуцирале босанска продукцијска кућа SCCA/pro.ba, на челу са продуценткињом Амром Вакшић Чамо и Margo Cinema из Париза. Сценаријо је урађен на основу драмског текста француског филозофа Бернарда-Хенрија Левија Хотел Европа. Тема филма су "егзистенцијални страхови, стрепње и моралне дилеме које муче модерно европско друштво".

## Радња
Хотел Европа (за снимање се користио сарајевски "Холидеј Ин") се припрема за велико европско обележавање стогодишњице атентата на аустроугарског престолонаследника Франца Фердинанда од стране Гаврила Принципа. Тајминг није могао бити гори: хотел је остао без средстава, банка одбија кредитирање, а радници, без плата два месеца, планирају да штрајкују. Трезвени менаџер Омер (Изудин Бајровић) ће учинити све што је потребно да се спречи да особље напусти хотел.
Ту је укључен Енцо (Александар Сексан), власник стриптиз клуба из гангстерског подземља, да уз помоћ својих силеџија претуче вођу радника. Шефица на рецепцији Ламија (Снежана Марковић) сведок је кад силеџије нападају једног радника али она више воли свој посао као Омерова десна рука и жели да ствари теку глатко, тако да ништа не говори о инциденту. У међувремену, француска звезда Жак (Жак Вебер) изнајмљује собу пре одласка на Левијеву представу која се одржавала исте ноћи. Ажурни чувар хотела Едо (Един Авдагић) ставља камере за надзор у Жаковој соби како би се појачала његова сигурност, али између периода ушмркавања кокаина и слања порука својој девојци, глумац није ни обраћао пажњу.
На крову хотела, ТВ новинарка Ведрана (Ведрана Сексан) обавља интервју за емисију о Принципу, разговара са стручњацима и историчарима о томе како се перцепција атентата и његовог починиоца променила. Она такође разговара са Гаврилом Принципом (Мухамед Хаџовић), борбеним потомком и српским националистом који тврди да је Принцип био херој, а не терориста.
Ламијина мајка Хатиџа (Факета Салихбеговић) која ради у вешерају хотела, изабрана је да води штрајк након што је њен претходник нестао, а Ламија мора да бира између породичне оданости и лојалности према хотелу.

## Улоге
- Снежана Марковић - Ламија
- Изудин Бајровић - Омер
- Ведрана Сексан - Ведрана
- Мухамед Хаџовић - Гаврило
- Факета Салихбеговић - Хатиџа
- Един Авдагић Која - Едо
- Жак Вебер - Жак
- Александар Сексан - Енцо
- Борис Лер - Кики
- Луна Зимић Мијовић - Тајна
- Ермин Сијамија - Шеф
- Амар Селимовић - Солдо
- Мугдим Авдагић - Мугдим
- Ријад Гвозден - Ријад
- Алија Аљевић - Алија

## Снимање
Филм је настао у продукцији Margo Cinema и SCCA/pro.ba, у копродукцији са France 3 Cinema. Подржали су га Canal+, France Televisions и Фондација за кинематографију Сарајева. Према речима режисера и сценаристе филма Дениса Тановића, остварење је настало доста чудно. Првобитни план је да се уреди документарац о представи Хотел Европа Бернарда-Хенрија Левија, али је на крају тај рад преусмерен на дугометражно остварење. Представа Хотел Европа је монодрама у којој један човек сам на сцени има једноипосатни монолог. Тановић даље наводи: 
Размишљао сам како да направим занимљиви филм на основу тога. Узео сам тај текст и направио неки оквир, па је радња филма све што се дешава око те хотелске собе. Тако сам почео да градим визију данашњег Сарајева и Босне и Херцеговине, властиту визију атентата, и све приче које се питају да ли је Гаврило Принцип био атентатор или херој.
 Тановић каже да текст Хотел Европа представља основу филма, али да је ту причу надоградио властитим погледом и босанском визуром на цели тај догађај.
Филм, у ствари, показује ту биполарност као неко лудило. Обично када радите сценаријо прво пишете причу па тражите глумце који вам одговарају. Након дугогодишњег рада на филму схватио сам да је много природније прво наћи глумце, а онда из њихових ликова градити дијалоге.

## Премијера
Смрт у Сарајеву ће имати светску премијеру на 66. Берлинском филмском фестивалу. На фестивалу ће се приказати 434 филма из 77 земаља. Филм је освојио награду Сребрни медвед.

## Критике
Доброћудни и још заједљивији дух Роберта Алтмана огледа се у запањујуће течан осврт на сукобе старе једног века од врха до дна у филму Дениса Тановића Смрт у Сарајеву. Колико је крик фрустрација на циклусе мржње у Босни и Херцеговини, толико је стручно подешена хорска драма, смештена у једном хотелу и укључује укупност грађана ове земље. Филм неприметно испреплиће теме које негује Тановић и свакако је један од најјасније и најхрабрије изражених опажања о паралишућим раздорима у региону. Међународни културни центри ће се борити за филмске резервације. Док је либерално инспирисан представом Хотел Европа француског интелектуалца Бернарда-Хенрија Левија, филм укључује само мале делове текста и више се ослања на модел Гранд Хотела, користећи јак алтмановски осећај за више ликова у формирању политичког тела.